# Seuzach

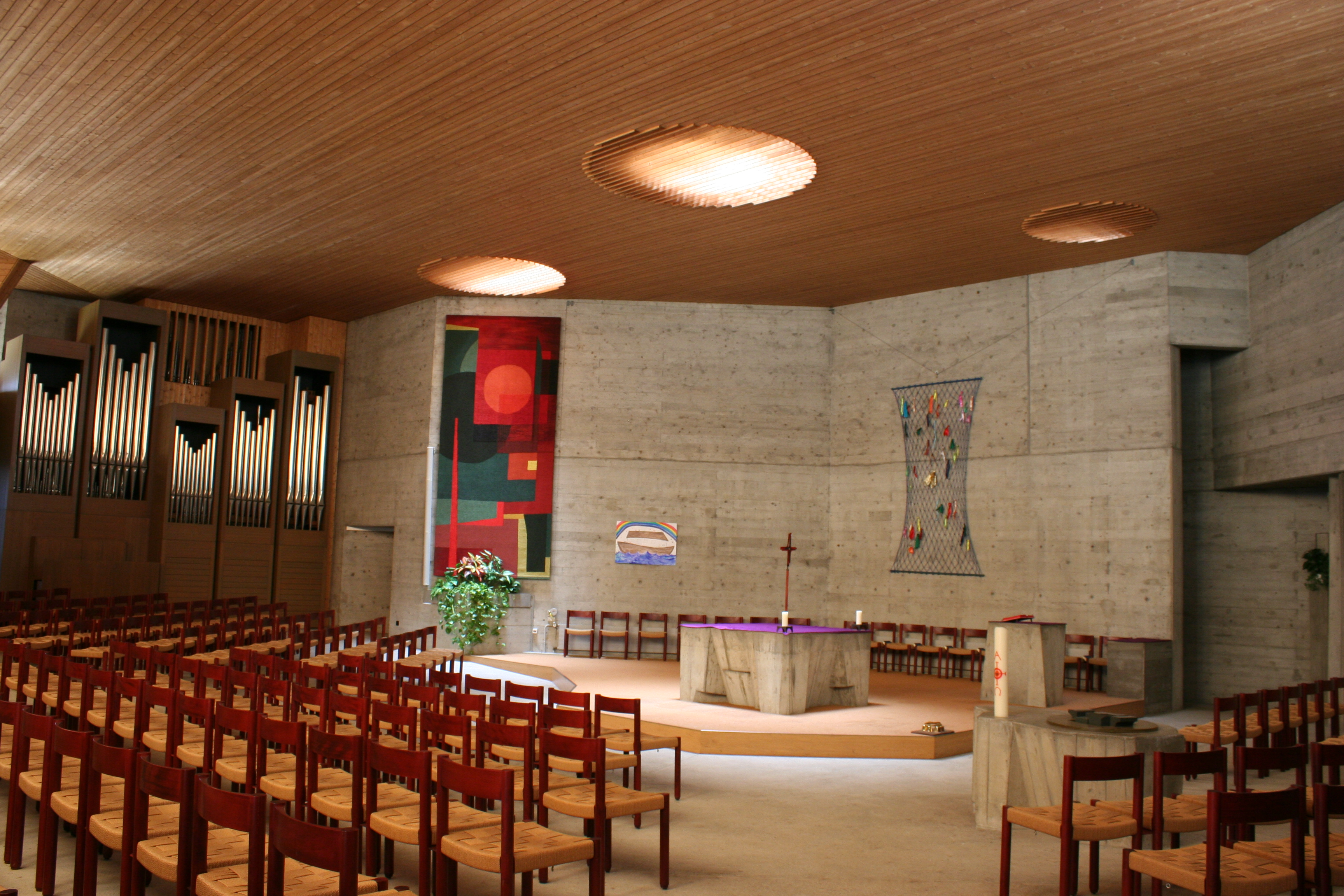
Interior de la Iglesia Católica San Martín

Seuzach es una comuna suiza del cantón de Zúrich, situada en el distrito de Winterthur. Tiene una población estimada, a fines de 2020, de 7420 habitantes.
Limita al noroeste con la comuna de Hettlingen, al norte con Dägerlen, al noreste con Dinhard, y al este, sur y suroeste con Winterthur.
Debido a la buena conexión con el transporte público, muchas personas que trabajan en Zúrich y sus alrededores viven en Seuzach.

## Transportes

### Ferrocarril
Existe una estación de ferrocarril en la que efectúan parada dos líneas de trenes de cercanías de la red S-Bahn Zúrich.